# Barnaby Jack
Pour les articles homonymes, voir Jack.
Barnaby Michael Douglas Jack, né le 22 novembre 1977 à Auckland et mort le 25 juillet 2013 à San Francisco, est un hacker, développeur et spécialiste néo-zélandais de la sécurité des systèmes d'information.
Il est notamment connu pour sa présentation, lors de la conférence de sécurité informatique Black Hat en 2010, au cours de laquelle il a piraté deux distributeurs automatiques de billets sans débiter de comptes clients. Parmi ses autres réussites les plus notables se trouvent le piratage des divers dispositifs médicaux, dont des stimulateurs cardiaques et des pompes à insuline.